# Wiesław Kodym
Wiesław Kodym (ur. 1 czerwca 1934 w Stoczku Węgrowskim, zm. 1 lutego 2008 w Warszawie) – polski prozaik i dziennikarz, redaktor naczelny czasopisma "Pokolenia", redaktor czasopisma "Światowid", redaktor "Sztandaru Młodych".
Autor książek popularnonaukowych:
- "Wysłannik z Rio Negro"[4],
- "Tycjan przekracza granicę"[5],
- "Tacy Jesteśmy",
- "Czarci Jar",
- "Wiedeński Walc (fragmenty zamieszczane regularnie w Gazecie Białostockiej w 1972)".